# Orde van Prins Rwagasore
Het Koninkrijk Burundi, ook als Boeroendi  geschreven, werd in 1962 onafhankelijk van België. De koning, Z.M. Mwambutsa IV stelde drie ridderorden in die de val van de Burundese monarchie in 1966 en de moord op de koning niet overleefden.
Een daarvan was de Koninklijke Orde van Prins Rwagasore (Frans: "  Ordre Royal du Prince Louis Rwagasore"). De in 1962 ingestelde orde telde vijf graden en een medaille en moest de herinnering aan de vermoorde kroonprins Louis Rwagasore (1932-1961), een gematigd politicus en strijder voor de onafhankelijkheid van Burundi, levend houden. De prins behaalde vier vijfde van de stemmen bij de eerste Burundese verkiezingen in 1961 en werd premier. Hij werd binnen veertien dagen vermoord en maakte de onafhankelijkheidsdag niet mee.
De versierselen van de orde

Het kleinood is een zwart geëmailleerd gouden kruis met ronde uitwaaiende armen. Tussen de armen is een lauwerkrans aangebracht in een stippeltekening op een gouden achtergrond.In het gouden medaillon is een portret van de prins afgebeeld en op de keerzijde staat het monogram "LR". Er is geen verhoging in de vorm van een kroon of lauwerkrans. 
Het lint is helder rood met brede witte banden.